# Chambre des comptes de Lorraine
La Chambre des comptes de Lorraine était, sous l'Ancien Régime, une cour princière spécialisée dans les affaires de finance du duché de Lorraine. 
La seconde diète de Nuremberg, en 1524, a accordé une souveraineté autonome et indépendante aux duchés de Lorraine et de Bar qui ont le même duc depuis 1431.

## Historique
La naissance de la Chambre des comptes de Lorraine est assez obscure. Cette difficulté à trouver des documents anciens concernant cette institution est probablement due aux guerres arrivées sous René II et Charles IV. Par ailleurs, Louis XIV a fait saisir à Nancy un nombre important de documents, dont une partie a disparu. De plus, pendant le règne du duc Léopold, la tour du palais des ducs où se trouvaient les archives du duché a subi des détériorations qui ont eu des conséquences sur leur conservation.
Sous Charles II, l'examen des comptes du receveur se faisait en présence du maître d'hôtel et d'un secrétaire ducal. Les archives départementales de Meurthe-et-Moselle conservent une reddition ou un contrôle de la comptabilité d'officiers ducaux datant de 1421. Il y a des traces de comptes rendus en 1452 et 1459. Cependant, il manque des documents pouvant attester l'existence d'une institution stable et d'un personnel affecté à la vérification et à la conservation des comptes.
Quand Isabelle de Lorraine, épouse de René d'Anjou, devenant de Sicile, en 1442, appelle à compte le receveur de Lorraine, elle fait examiner les comptes par six ou sept personnes dont la moitié appartient à la Chambre des comptes de Bar-le-Duc. Elle fait reprendre cet examen à Lunéville avec les mêmes personnes assistées par le procureur fiscal de Provence et de trois secrétaires fiscaux. Un contrôle des comptes du receveur de Vaudrevange montre qu'il est fait par du personnel désigné pour le faire. On peut en déduire qu'il n'y a pas encore à cette époque de personnel fixe pour contrôler les comptes du duché.
Comme en France, c'est la nécessité de supporter le coût des guerres, celle imposée par Charles le Téméraire qui veut s'emparer du duché, qui va amener René II à organiser et à développer les offices de finances et la Chambre des comptes pour accroître les revenus qui lui sont nécessaires pour défendre ses intérêts et gérer ses biens qui sont dispersés entre Martigue et la Picardie. Il crée l'office de trésorier général de toutes ses finances et lui octroie les « droits, faveurs, prérogatives comme les trésoriers des autres princes et seigneurs ont usé et accoustumé avoir à cause desdits offices ». Sous le règne de René II, à partir de 1500, la Chambre des comptes de Lorraine comprend un président et des officiers qualifiés d'auditeurs : le contrôleur général, le receveur général de Lorraine, le clerc de la Chambre et deux simples auditeurs. Cette répartition est confirmée en 1509 par Antoine de Lorraine ainsi que le personnel en place. Il ne semble pas qu'il y ait d'ordonnance sur l'organisation de la Chambre des comptes, car on constate dans les archives que le personnel varie d'un contrôle à l'autre. À la différence du personnel de la Chambre des comptes de Bar, les auditeurs de la Chambre des comptes de Lorraine ne semblent pas avoir de formation juridique. Ils sont souvent entrés au service du duc en qualité de secrétaires. Ils ne revendiquent pas d'études universitaires ni le titre de maître. La seule compétence particulière qui est parfois indiquée dans les documents qui les concernent est la connaissance du latin, du français et de l'allemand. À partir de la fin des années 1480, tous les auditeurs de la Chambre des comptes ont été anoblis au cours de leur carrière.
Jusqu'aux États généraux de Lorraine de 1532, les gens des comptes portent le titre de Maîtres rationaux qui était porté par les gens des comptes de la Chambre des comptes de Provence, elle-même reprenant le nom porté par les officiers des comptes du royaume de Naples. À partir de cette date, ils ont pris le titre d'Auditeur des comptes. Plusieurs articles du règlement fait au cours de cette assemblée portent sur les relations entre les officiers du duc chargés des finances et la Chambre des comptes.
Charles III de Lorraine réduit le nombre d'auditeurs des comptes à treize par l'ordonnance du 28 juin 1580. En 1598, il impose que les mesures utilisées dans les foires et marchés soient étalonnées à la Chambre des comptes de Lorraine. En 1600, il donne commission à la Chambre des comptes pour connaître en première instance et juger définitivement tous les abus qui se commettent sur l'usage du sel pour frauder les droits de ses salines.
Après Charles III qui soutient la Sainte Ligue contre Henri IV et Henri II de Lorraine, le duché passe à la famille de Vaudémont avec Charles IV de Lorraine. Louis XIII, qui s'oppose à la prise de pouvoir des Vaudémont sur le duché de Bar dont il est suzerain, envahit les duchés de Lorraine et de Bar en 1632. Charles IV doit abdiquer en 1634. La Chambre des comptes est supprimée. Il la remplace par un Conseil souverain établi à Nancy le 16 septembre 1634, puis attribuera la juridiction contentieuse de la Chambre des comptes au parlement de Metz. À une date inconnue, mais avant 1658, la Chambre des comptes de Lorraine a été recréée par le roi. Un règlement fait pour les offices de Lorraine publié à cette date mentionne qu'il doit être enregistré par les Chambres des comptes de Nancy et de Bar. 
Charles IV, de nouveau duc de Lorraine, a retrouvé son duché après le traité de Vincennes, en 1661. Il rend un édit le 26 mars 1661 concernant la Chambre des comptes de Lorraine . Des contestations sur leurs compétences vont s'élever entre la Chambre des comptes et la Cour souveraine à partir de 1661.
Charles IV ayant refusé de licencier son armée, Louis XIV a fait envahir à nouveau les duchés au cours de l'été 1670 et Charles IV a dû à nouveau s'enfuir. Le 22 décembre 1670, il fait défense au Conseil souverain et à la Chambre des comptes de se réunir. Il a partagé leurs fonctions entre le parlement de Metz et un intendant commis dans le duché.
Le duc de Lorraine Léopold Ier de Lorraine n'a pu retrouver son duché qu'après le traité de Ryswick. Il a rétabli le Conseil souverain et la Chambre des comptes dans leurs fonctions antérieures en février 1698. Un arrêté de la Cour souveraine du 19 septembre 1700 stipule qu'il y aurait à l'avenir fraternité avec la Chambre des comptes. Pour diminuer les lenteurs et incertitudes dues aux discussions entre ces deux cours, le duc Léopold a pris un édit le 31 janvier 1701 pour former un Bureau composé de commissaires tirés de son conseil, de la Cour souveraine et de la Chambre des comptes. La Chambre des comptes a alors acquis la juridiction des fonctions de la Cour des aides, des monnaies, et de la juridiction contentieuse sur les domaines non aliénés.
Le roi de Pologne, Stanislas Leszczynski, duc de Lorraine et de Bar a signé des lettres patentes, en 1737, permettant la prise de possession de ses duchés par le roi de France.
Après la mort de Stanislas Leszczynski, duc de Lorraine et de Bar, ces duchés sont rattachés au royaume de France.
Le 7 septembre 1790 l'Assemblée constituante a arrêté le principe de la suppression des chambres des comptes. Le décret du 22 décembre 1790 décide que « toute présentation de comptes aux chambres des comptes cessera de ce jour ». La loi rendant effective cette décision est prise le 5 janvier 1791.

## Composition de la Chambre des comptes du duché de Lorraine

### Présidents
- Jean de Lamballe[3], le 9 avril 1475[4]  ;
- Huin Reynette[3], 14.., jusqu'en 1498, décapité en août 1499 ;
- Hugues des Hazard[5], en 1498, jusqu'à son décès le 14 octobre 1517 ;
- Jean Gerlet[6], le 20 janvier 1518 ;
- Jacques de Saint-Hillier[7], le 15 octobre 1524 ;
- Nicolas Mengin[8], le 4 avril 1532 ;
- Claude Mengin[9], neveu du précédent, le 15 juin 1552 ;
- Thierry Alix[10], en 1569 ;
- Nicolas Champenois[11], gendre de Thierry Alix, le 12 novembre 1593 ;
- Claude Guérin[12], le 7 décembre 1595 ;
- Michel Bouvet[13], le 10 mai 1596, mort le 16 janvier 1613 ;
- Balthasar de Rennel[14], le 19 janvier 1613 ;
- Claude Voillot[15], petit-fils de Balthasar de Renel, le 28 octobre 1633, mort le 12 août 1650 ;
- Claude-François Labbé[16], le 7 avril 1661, il démissionne en faveur de son fils le 25 juin 1698 ;
- Charles-François Labbé[17], baron de Bauffremont et de Vrécourt, le 28 juin 1698 ;

### Premiers présidents
- Dieudonné-Joseph-Balthasar de Rennel[18], le 20 mars 1720, mort le 24 février 1726 ;
- Nicolas-Joseph Le Febvre[19], le 17 février 1726, mort le 26 octobre 1736 ;
- Nicolas-Bernard Raulin[20], un édit crée la charge de second président pour lui, le 1er juin 1720, premier président le 18 janvier 1737, mort le 20 novembre 1738 ;
- Jean-Baptiste d'Armur de Maizey[21], nommé second président le 18 janvier 1737, puis premier président en 1739, mort le 14 janvier 1743 ;
- Léopold-Henri Protin de Vulmont[22], le 4 février 1743, mort la même année ;
- Nicolas-Joseph du Boys de Riocour[23], le 7 août 1743, jusqu'en 1756 ;
- Antoine-François du Boys de Riocour[24], fils du précédent, le 16 mai 1756, jusqu'en 1790, mort en 1796 ;
- Antoine-Nicolas-François du Boys de Riocour[25], fils du précédent, reçu en survivance le 26 novembre 1781.